# Frühstück im Bett
Frühstück im Bett ist eine vom DEFA-Studio für Spielfilme (Potsdam-Babelsberg) für das Fernsehen der DDR produzierte Film-Komödie von Filmregisseur Eberhard Schäfer aus dem Jahr 1983. In den Hauptrollen des Filmlustspiels agieren Alfred Struwe, Herbert Köfer, Günter Schubert und Micaëla Kreißler.

## Handlung
Die beiden Junggesellen Winter und Martin fahren zeitgleich in den Skiurlaub. Dort buhlen sie um die Gunst der attraktiven Vera Urban und versuchen sich gegenseitig „auszustechen“. Die beiden Männer, die allerdings wenig Erfahrung im Kontakt mit Frauen haben, sind auf die Hilfe und Ratschläge anderer angewiesen. Ernst Martin wird unterstützt von seinen beiden Tanten Anna und Martha, die in dem Urlaubsort wohnen und bei denen er sich einquartiert. Sie sind der Meinung, dass er erst einmal ordentlich fit werden muss, um seine Angebetete zu beeindrucken. Auch an seinem Kleidungsstil haben sie etwas auszusetzen und staffieren ihn komplett neu aus. Herr Winter hingegen sucht unter Skigästen seinen Rat. Dabei bemerkt er, dass Veras Exmann Georg Hartmann unter den Gästen ist. Doch Hartmann zeigt sich anfangs an Vera nur wenig interessiert, er ist nur wegen der gemeinsamen Kinder Susanne und Rolf gekommen. Die beiden kennen ihren Vater nicht, weil sich ihre Eltern sehr früh getrennt haben. Sie halten Georg für einen Verehrer und würden es gut finden, wenn er ihrer Mutter gefallen würde. So wie es aussieht, entwickelt Hartmann auch diesbezüglich zunehmendes Interesse, was für Winter und Martin verstärkte Anstrengungen bedeuten. Winter plant Vera zum Abendessen einzuladen und möchte ihr dort Labskaus präsentieren, eine Spezialität seiner norddeutschen Heimat. Deshalb nimmt er Kontakt zum Küchenpersonal auf und erklärt ihnen seine Vorhaben. Parallel haben aber auch Martin und Georg im Hotel einen Tisch für jeweils zwei Personen bestellt. Vera verbringt aber den Abend in geselliger Runde mit ihren Kindern in einer Baude und die drei Männer warten vergebens auf ihre Tischpartnerin. Insgeheim fühlt sich Vera geschmeichelt, dass sich gleich drei Männer für sie interessieren. Martin lässt sich von seinen Tanten das Tanzen beibringen. Damit er sich am Abend auch in Ruhe auf Vera konzentrieren kann, lenken sie seinen Konkurrenten Winter ab. Trotzdem schlägt das Vorhaben fehl, denn Winter wird von einer anderen Frau zum Tanzen aufgefordert. Das macht den Weg frei für Georg, der sich durchaus vorstellen kann, es noch einmal mit Vera zu versuchen. Auch Vera findet, dass er eigentlich der passende Vater für ihre Kinder ist. Nach einer gemeinsam verbrachten Nacht, gibt es für sie beide Frühstück im Bett.

## Produktion
Der Film wurde in Oberwiesenthal unter anderem im Panorama-Hotel gedreht. Er erlebte am 3. Februar 1983 im 1. Programm des Fernsehens der DDR seine Erstausstrahlung. Im Oktober 2014 kam der Film bei Icestorm im Rahmen der Reihe DDR TV-Archiv auf DVD heraus.

## Kritik
Die Kritiker der Fernsehzeitschrift TV Spielfilm vergaben eine mittlere Wertung (Daumen gerade) und urteilten: „Viele Menschen, viele Krümel, wenig Gags.“
Das Lexikon des internationalen Films sah ein „turbulente[s] Wintersport-Lustspiel“.